# SN 2003bo
SN 2003bo – supernowa odkryta 19 lutego 2003 roku w galaktyce A094743+3618. W momencie odkrycia miała maksymalną jasność 19,60m.